# Aina Rosén
Aina Emma Eleonora Rodin, känd under flicknamnet Aina Rosén, född 1 september 1909 i Göteborgs Vasa församling, död 18 oktober 1994 i Farsta församling i Stockholm, var en svensk skådespelare.
Rosén filmdebuterade 1929 i Julius Jaenzons Säg det i toner, och hon medverkade i tio filmproduktioner. 
Aina Rosén var dotter till skådespelaren Erik Rosén och syster till skådespelaren Ella Rosén. Hon var från 1935 gift med regissören Gösta Rodin, men blev änka 1982.
Aina Rosén är gravsatt i minneslunden på Skogskyrkogården i Stockholm.

## Filmografi
- 1929 – Säg det i toner
- 1930 – Flottans lilla fästmö
- 1931 – Hans Majestät får vänta
- 1931 – Skepp ohoj!
- 1931 – Skepparkärlek
- 1931 – Kärlek och landstorm
- 1932 – Två hjärtan och en skuta
- 1933 – Djurgårdsnätter
- 1933 – Hustru för en dag
- 1937 – Bleka greven